# ニッケペットケア
ニッケペットケア株式会社は、かつてあったアース製薬（大塚製薬グループでもある）の子会社に当たるペットフード・ペット用品メーカーである。以前は社名の由来となった日本毛織の子会社だった。

## 沿革
- 2003年 - 株式会社チョイス設立。同年2月蝶理のペットフード事業譲渡を受ける。
- 2004年 - 9月1日付で日本毛織の子会社化。(蝶理よりチョイスの株式100％を取得)
- 2006年 - 10月1日　チョイス、ヘイセイ、双洋貿易ペット事業部を経営統合し現社名へと変更。
- 2012年 - 11月 アース・バイオケミカル株式会社の100%子会社になる。
- 2014年 - 10月1日付けをもって、アース・バイオケミカル株式会社と合併し、解散（その後、同社のペットフード事業部を経て、2017年7月1日にジョンソントレーディング株式会社との合併により、アース・ペット株式会社となる）。

## 商品
- 「1ST CHOICE」 (ファーストチョイス)シリーズ
  - ドッグフード
  - ペットフード
- 「HANDLER COLLECTION」
- 「THE DOG SERIES」

なお、「1ST CHOICE」は、現在もアース・ペットの商品として発売されている。

## CMキャラクター
- 松たか子（2006年冬よりCMを放送中）